# Bartramia fragilicuspis
Bartramia fragilicuspis är en bladmossart som beskrevs av Brotherus 1932. Bartramia fragilicuspis ingår i släktet äppelmossor, och familjen Bartramiaceae. Inga underarter finns listade i Catalogue of Life.